# Алисовская волость (Изюмский уезд)
Алисовская во́лость — волость в составе Изюмского уезда Харьковской губернии с волостным правлением в селе Алисовка.
По состоянию на 1885 год состояла из 16 поселений, 17 сельских общин. Население — 4346 человек (2250 человек мужского пола и 2096 — женского), 692 дворовых хозяйства.
По данным на 1890 год включала 20 селений или 782 двора, в которых проживало 6347 человек, 3212 мужчин и 3125 женщин.
|                       | Площадь | В том числе пахотной |
| --------------------- | ------- | -------------------- |
| Сельских общин        | 3541    | 3541                 |
| Частной собственности | 17415   | 5008                 |
| Другой собственности  | 208     | 75                   |
| В целом               | 21164   | 8624                 |

Основные поселения волости:
- Алисовка — бывшее владельческое село при реке Маячке в 50 верстах от уездного города Изюма. В селе волостное правление, 45 дворов, 260 жителей, православная церковь[1].
- Сергеевка — бывшее владельческое село при реке Бычке. В селе 102 двора, 566 жителей, православная церковь, лавка[1].
- Шабельково (Прокоповка, Маячка) — бывшее владельческое село при реке Маячке. В селе 121 двор, 753 жителя, православная церковь, лавка[1].

Храмы волости:
- Васильевская церковь в селе Сергеевке[3].
- Николаевская церковь в селе Шабельково[3].
- Покровская церковь в селе Алисовке[3].